# Anders Nilsson (silversmed)
Anders Nilsson, född 7 september 1870 i Kyrkheddinge, Skåne, död 23 februari 1935 i Lund, var en svensk silversmed.
Han kom vid 15 års ålder i lära hos silversmeden Johan Petter Hasselgren i Lund, som enligt släkttraditionen var Nilssons biologiske far. Han övertog den Hasselgrenska firman (med anor från 1700-talet) 1899 efter fleråriga studier i Köpenhamn. Nilsson, som var hovjuvelerare, utförde flera arbeten i utpräglad jugendstil. Han är representerad på Kulturen i Lund och Nationalmuseum i Stockholm. 
Han var far till silversmeden Wiwen Nilsson, som 1927 övertog verkstaden.